# Haemosporida
Haemosporida o hemosporidios es un orden de protistas parásitos intraeritrocíticos del infrafilo Apicomplexa que causan graves enfermedades en los animales y seres humanos. El parásito siempre tiene dos huéspedes en su ciclo vital: un artrópodo que actúa como vector y un huésped vertebrado. Los trofozoitos parasitan eritrocitos u otros tejidos del hospedador vertebrado. Destaca el conocido Plasmodium, causante de la malaria. 

## Ciclo de vida
Los hemosporidios tienen ciclos de vida complejos que alternan entre un huésped artrópodo y un vertebrado. Los trofozoitos parasitan eritrocitos u otros tejidos del hospedador vertebrado. Los microgametos y macrogametos siempre se encuentran en la sangre. Los gametos son absorbidos por el insecto vector durante la ingestión de sangre. Los microgametos migran al intestino del insecto y se fusionan con los macrogametos. El macrogameto fertilizado se convierte ahora en un oocineto, que penetra en el cuerpo del vector. El oocineto se transforma a continuación en un ooquiste y se divide inicialmente por meiosis y luego por mitosis (ciclo de vida haploide) para dar lugar a los esporozoitos. Los esporozoitos se liberan del ooquiste y migran a las glándulas salivales del vector, desde donde se inyectan al nuevo huésped vertebrado cuando el insecto lo pica.

## Grupos
El grupo comprende más de 500 especies y se organiza en cuatro familias: Garniidae, Haemoproteidae, Leucocytozoidae y Plasmodiidae. La mayoría de las especies forma parte de tres géneros: Haemoproteus, Leucocytozoon y Plasmodium.
Tanto Haemoproteidae como Plasmodiidae producen pigmentos. Por otro lado, Haemoproteidae y Leucocytozoidae carecen de ciclo asexual en la sangre del huésped. Garniidae produce pigmentos, pero carece de ciclo asexual en la sangre.

## Galería

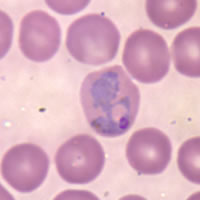
Trofozoito de Plasmodium vivax dentro de un eritrocito
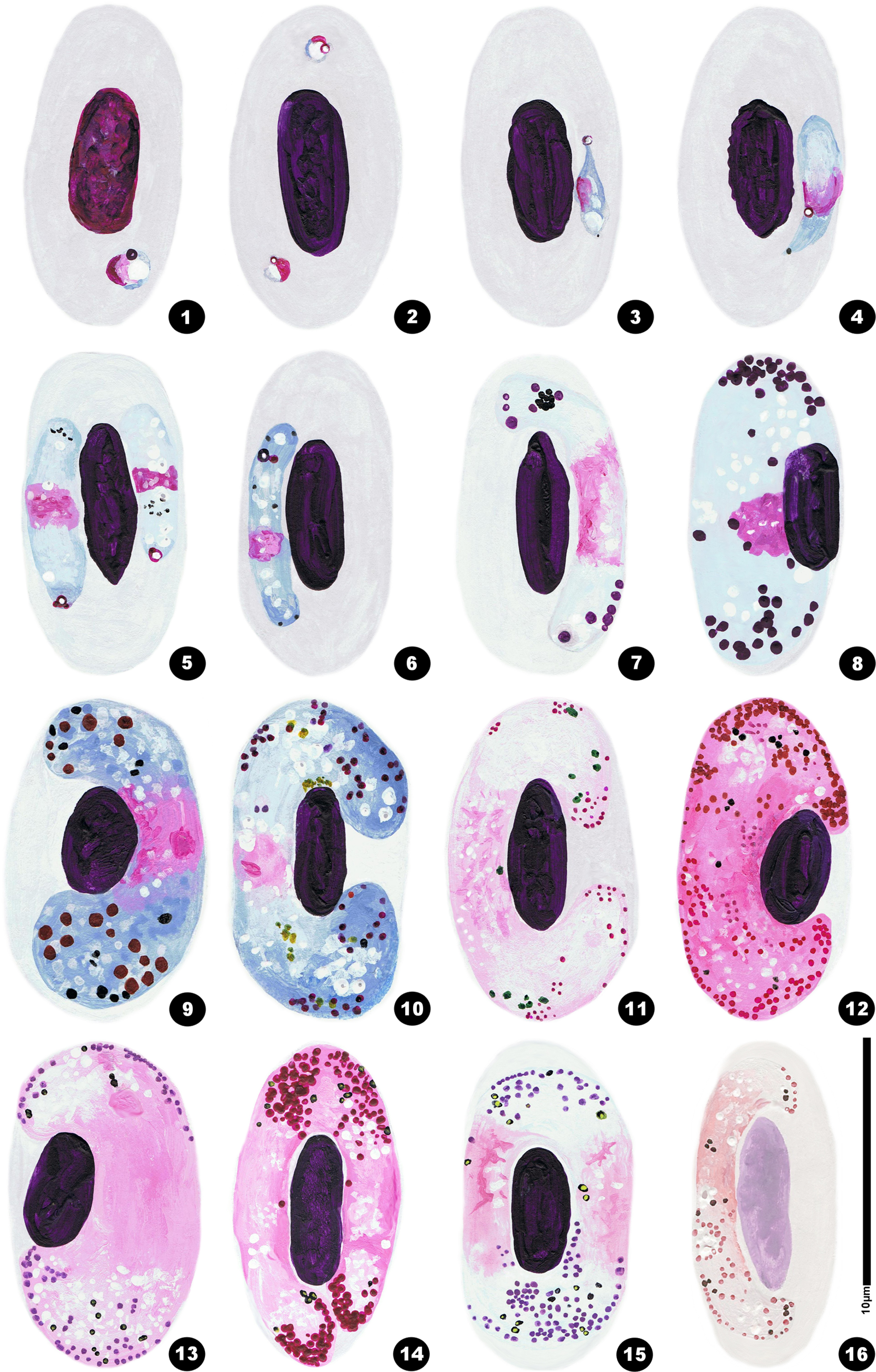
Haemoproteus syrni dentro de un eritrocito.
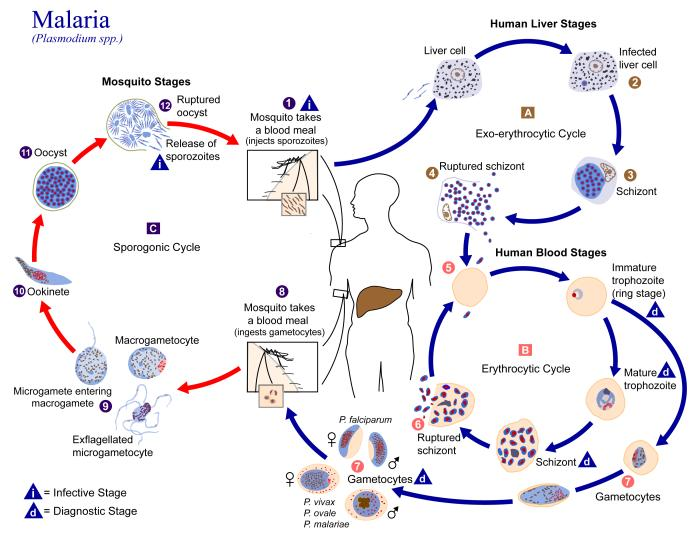
Ciclo de vida de Plasmodium